# NGC 446
NGC 446 é uma galáxia lenticular (SB0) localizada na direcção da constelação de Pisces. Possui uma declinação de +04° 17' 40" e uma ascensão recta de 1 hora, 16 minutos e 03,7 segundos.
A galáxia NGC 446 foi descoberta em 23 de Outubro de 1864 por Albert Marth.